# Тарнавська Розалія
Роза́лія Тарна́вська, з дому Чаба́н (нар. 14 жовтня 1932 в селі Верхня Лукавиця Стрийського району Львівської області, — 3 червня 2020) — українська поетеса і громадська діячка.

## Життєпис
Закінчила Львівський політехнічний інститут, працювала інженером.
У творчому доробку 10 поетичних збірок лірико-філософського та національно-патріотичного спрямування. Багато віршів покладено на музику.
Дипломант багатьох літературних конкурсів. Достойниця «Золотого фонду Бойківщини».
Займалася культурно-просвітницькою, національно-патріотичною діяльністю. Була членом Української Асоціації письменників, Всеукраїнського об'єднання «Письменники Бойківщини», заступником голови клубу «Письменники Львівщини», Всеукраїнської ліги українських жінок.